# 比弗 (阿肯色州)
比弗（英語：Beaver）是一個位於美國阿肯色州卡羅爾縣的市鎮。根據2020年美國人口普查，該地人口為67人，而該地的面積約為1.29平方千米。

## 地理
比弗的座標為36°28′32″N 93°46′16″W / 36.47556°N 93.77111°W，而該地的平均海拔高度為284米（即932英尺）。